# LM Большого Пса
LM Большого Пса (лат. LM Canis Majoris), HD 51110 — одиночная переменная звезда в созвездии Большого Пса на расстоянии приблизительно 2410 световых лет (около 739 парсеков) от Солнца. Видимая звёздная величина звезды — от +8,7m до +8,64m.

## Характеристики
LM Большого Пса — бело-голубой сверхгигант или яркий гигант пульсирующая переменная звезда типа Альфы Лебедя (ACYG:) спектрального класса B9Ib/II.